# بتان هووز
بتان هووز (انگلیسی: Bethan Huws؛ زادهٔ ۱ ژانویهٔ ۱۹۶۱) هنرمند، عکاس و مجسمه‌ساز اهل بریتانیا است.